# 국립정원

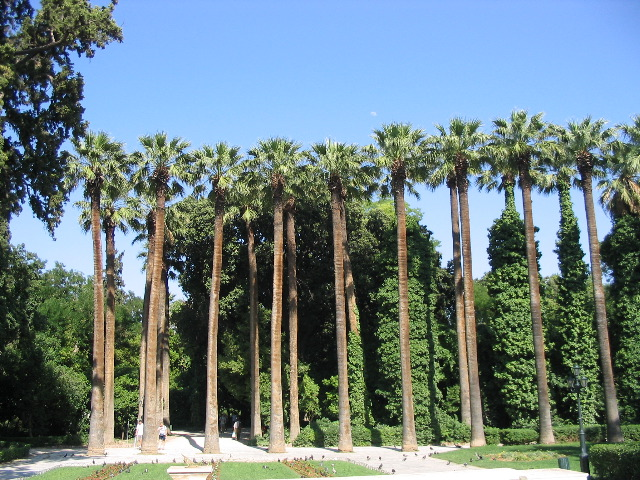
국립정원

국립정원(그리스어: Εθνικός Κήπος)은 그리스 아테네 중심부에 있는 공원이다. 공원의 북쪽에는 옛 왕궁터인 그리스 의회 의사당, 남쪽은 자페이온, 동쪽에는 파나티나이코 경기장, 서쪽은 신타그마 광장이 인접해 있다.